# Ивановское сельское поселение (Орловская область)
Ивановское се́льское поселе́ние — муниципальное образование в Покровском районе Орловской области России.
Создано в 2004 году в границах одноимённого сельсовета.  Административный центр — деревня Ивановка.

## География
Расположено в центре южной части Покровского района.

## Население
| 2010 | 2012 | 2013 | 2014 | 2015 | 2016 | 2017 |
| ---- | ---- | ---- | ---- | ---- | ---- | ---- |
| 558  | ↘523 | ↘520 | ↘515 | ↘503 | ↘494 | ↘480 |
| 2018 | 2019 | 2020 | 2021 | 2023 |      |      |
| ↘479 | ↘472 | ↘464 | ↘394 | ↘382 |      |      |

## Населённые пункты
В состав сельского поселения (сельсовета) входят 12 населённых пунктов:
| №  | Населённый пункт | Тип     | Население (чел.) |
| -- | ---------------- | ------- | ---------------- |
| 1  | Грачёвка         | деревня | ↘175             |
| 2  | Ивановка         | деревня | ↘66              |
| 3  | Комардино        | посёлок | 36               |
| 4  | Моховое          | посёлок | 27               |
| 5  | Мухортово        | село    | 9                |
| 6  | Непочатая        | деревня | 49               |
| 7  | Орловка          | посёлок | 10               |
| 8  | Рощенский        | посёлок | 0                |
| 9  | Соломатовка      | деревня | 17               |
| 10 | Степанищево      | деревня | ↘155             |
| 11 | Шалимовка        | деревня | 8                |
| 12 | Ясная Поляна     | посёлок | 6                |